# Phakellia plumosa
Phakellia plumosa är en svampdjursart som beskrevs av Claude Lévi 1983. Phakellia plumosa ingår i släktet Phakellia och familjen Axinellidae.
Artens utbredningsområde är havet kring Nya Kaledonien. Inga underarter finns listade i Catalogue of Life.